# Handelsverband Nord
Der Handelsverband Nord e. V. (HV Nord) ist die Interessenvertretung Unternehmer, die Einzelhandel in den Bundesländern Hamburg, Schleswig-Holstein und Mecklenburg-Vorpommern betreiben. Dazu zählen auch Unternehmer und Unternehmen, die dem Versandhandel von und nach Hamburg, Schleswig-Holstein und Mecklenburg-Vorpommern zuzuschreiben sind. Sitz der Hauptgeschäftsstelle ist Kiel. Der Verband unterhält weitere Geschäftsstellen in Hamburg, Schwerin, Rostock und Neubrandenburg. 
Der Verband repräsentiert die ca. 32.600 Einzelhandelsunternehmen in Hamburg, Schleswig-Holstein und Mecklenburg-Vorpommern. Die Mitgliedsbetriebe des HV Nord erwirtschaften zusammen einen Umsatzanteil von 80 % der gesamten Einzelhandelsbranche im Verbandsgebiet. Er ist damit einer der größten Wirtschafts- und Arbeitgeberverbände im Norden. Kernbereiche seiner Lobbyarbeit sind Arbeitsrecht, City-Management, Standortfragen, Verkehrsplanung.
Der HV Nord ist Gründungsmitglied des HDE. Er gehört dem HDE als Landesverband an.
Der HV Nord wirkt u. a. in folgenden Institutionen und Organisationen mit: Berufsgenossenschaft für den Einzelhandel, Bürgschaftsbank, Sicherheitspartnerschaft M-V, Stadtmarketinggesellschaften, Handels- und Gewerbevereine, Werbegemeinschaften.
Der HV Nord ist aus der Umfirmierung des Einzelhandelsverbandes Nord (EHV Nord) hervorgegangen. Der Verband trägt mit der neuen Bezeichnung der Angleichung bei der Namensgebung in der gesamten Handelsorganisation auf nationaler wie auch auf regionaler Ebene Rechnung.
Seit 2008 richtet der HV Nord alljährlich den Tag des Norddeutschen Einzelhandels aus. Das Motto der Veranstaltung stellt in jedem Jahr einen bestimmten Aspekt unternehmerischen Handelns besonders heraus. Norddeutsche Einzelhandelsunternehmen, die entsprechend dem Tagungsmotto besonders erfolgreich, kreativ und engagiert am Markt agieren, werden mit einem Preis ausgezeichnet.

## Personalien
- Präsident: Andreas Bartmann (seit 15. September 2014)[1]
- Hauptgeschäftsführer: Dierk Böckenholt (seit 2001)

## Tochter-Gesellschaften des HV Nord
Die GSM Gesellschaft für Service und Marketing des Einzelhandels mbH bietet praxisnahe Beratung für den Einzelhandel im norddeutschen Raum zu Verträglichkeits- und Einzelhandelsgutachten, Stadtmarketingkonzeption und -beratung, Betriebsanalysen und Krisenmanagement, Erfa-Gruppenarbeit, Frequenzzählungen, Kundenbefragungen und Testkäufe.

## Historie
Mit Wirkung vom 17. November 2015 wird die Änderung des Einzelhandelsverbandes Nord (EHV Nord) in Handelsverband Nord (HV Nord) vollzogen. 
Am 23. Mai 2013 beschlossen die Mitglieder des Einzelhandelsverbandes Nord (EHV Nord) sowie der Fachverbände des Hamburger Einzelhandels (FHE) unter dem gemeinsamen Dach des EHV Nord zu fusionieren. Die Fusion wurde zum 1. Juli 2013 wirksam.
Ende 2006 erfolgte die Umfirmierung von Einzelhandelsverband Nord-Ost e.V. Schleswig-Holstein/Mecklenburg-Vorpommern in Einzelhandelsverband Nord e.V. Hamburg/Schleswig-Holstein/Mecklenburg-Vorpommern. Gleichzeitig wurden die Fachverbände des Hamburger Einzelhandels (FHE) als Regionalverband in den Einzelhandelsverband Nord aufgenommen.
Der EHV Nord-Ost e.V. ist zum 1. Januar 1994 aus der Fusion des Einzelhandelsverbandes Schleswig-Holstein mit dem 1990 gegründeten Einzelhandelsverband Mecklenburg-Vorpommern hervorgegangen. Vorläufer des Einzelhandelsverbandes Schleswig-Holstein ist der Kieler Detaillisten-Verein.
Vorläufer der Fachverbände des Hamburger Einzelhandels (FHE) ist die 1904 gegründete Detaillistenkammer in Hamburg. Die Anfänge des organisierten Einzelhandels in Hamburg reichen weit in die Geschichte zurück. Bereits im Jahr 1375 schlossen sich die Hamburger Kleinhändler als Berufsstand zum Krameramt zusammen.
Zusammenschlüsse von Kaufleuten wie eine Kramer-Compagnie oder eine Gilde (Kaufleute) sind historisch belegte Organisationsformen, in denen in der Vergangenheit die Kaufmannschaft die Wahrnehmung ihrer Interessen ausübte. Sie gelten als Vorläufer der Detaillisten-Vereine, aus denen im Norden der EHV Nord hervorging.